# Ross Township (Comtat de Luzerne)
Ross Township és una població del Comtat de Luzerne a l'estat de Pennsilvània dels Estats Units d'Amèrica.

## Demografia
Segons el cens dels Estats Units del 2000 Ross Township tenia 2.742 habitants., 1.041 habitatges, i 767 famílies. La densitat de població era de 24,5 habitants/km².
Dels 1.041 habitatges en un 33,5% hi vivien nens de menys de 18 anys, en un 64,7% hi vivien parelles casades, en un 4,9% dones solteres, i en un 26,3% no eren unitats familiars. En el 22,5% dels habitatges hi vivien persones soles el 10,9% de les quals corresponia a persones de 65 anys o més que vivien soles. El nombre mitjà de persones vivint en cada habitatge era de 2,63 i el nombre mitjà de persones que vivien en cada família era de 3,1.
Per edats la població es repartia de la següent manera: un 24,8% tenia menys de 18 anys, un 7,4% entre 18 i 24, un 28,4% entre 25 i 44, un 26,2% de 45 a 60 i un 13,2% 65 anys o més.
L'edat mediana era de 38 anys. Per cada 100 dones de 18 o més anys hi havia 102,3 homes.
La renda mediana per habitatge era de 41.575 $ i la renda mediana per família de 48.850 $. Els homes tenien una renda mediana de 35.995 $ mentre que les dones 24.420 $. La renda per capita de la població era de 19.694 $. Entorn del 8,4% de les famílies i el 9,4% de la població estaven per davall del llindar de pobresa.